# Közlekedési vám
A közlekedési vámok (út-, híd- és révvámok) a nemesi birtok tulajdonával összekötött kisebb királyi haszonvételek közé tartoztak. A földesúri haszonvételektől (például italmérési jog) az különböztette meg őket, hogy élvezetükhöz mindig külön királyi privilégiumra (1870-ig) volt szükség. A 19. század végén Magyarországon még mindig több száz helyen kellett az utak, hidak és révek használatáért vámot fizetni.
A magyarországi jogrendszerben a közlekedési vámoknak 1890-ig nem volt egységes szabályozása. Az út-, híd- és révvám jogok engedélyezési eljárásában a közigazgatási eljárást csak 1870-ben vezették be. 
A vámok sorsát érintő legfontosabb tényező a vámszedési jogot engedélyező szabadalomlevél tartalma volt. A 19. században más megítélés alá esett egy magánszemély által birtokolt vám, vagy ha azt az állam birtokolta. Sajátos jogi helyzetet teremtett, hogy az államnak is voltak magántulajdonon alapuló vámjai, ezeket a kincstár földesúri szabadalom alapján birtokolta. Mindez a gyakorlatban azt jelentette, hogy a magántulajdonon alapuló állami vámtárgyakon a nemesek 1848 után sem fizettek vámot. 
Hiába rendelkezett ugyanis az 1848: VIII. tc. a közteherviselésről, a vámok közteher jellegét az 1870: XLII. tc. 13 §-a csak az állam (ill. az Országos Építészeti Alap) tulajdonában álló vámtárgyak esetében állapította meg, arra hivatkozva, csak ezen utak, hidak, révek létesítését és fenntartását fedezik az állam közpénztárából. Ez azt jelentette, hogy nem tartották köztehernek a vámfizetést a magánvámok esetében, tehát ezeken a vámhelyeken változatlanul nem kellett a nemeseknek vámot fizetniük
Magyarországon a legtöbb vámszedési hely a folyók természetes átkelő pontjaiban alakult ki. 1810-től szedtek vámot Bocskón a Tiszán épített fahídon, 1767-től Huszton a Nagyág hídján , 1814-től a técsői  és szlatinai hidakon. Két nagy jelentőségű, a tokaji és a szolnoki Tiszahíd sorsát tulajdonjogi helyzetük rendkívüli módon befolyásolta. 
A tokaji fahíd az 1849-es hadjárat alatt leégett, helyébe 1852 körül új, állandó hidat állítottak. Ezt a hidat tulajdonosa a diósgyőri koronauradalom elzálogosította a magánkézben lévő Osztrák Nemzeti Banknak. 1861-ben egy jégzajlás elsodorta a hidat, egy új állandó híd építésének költségeit viszont sem a bank sem a koronauradalom nem vállalta.  Emiatt a régió legjelentősebb tiszai átkelőhelyén, Tokajban 1861–1896 között egy ideiglenes közúti hídon folyt a közlekedés. Az ideiglenes híd magas fenntartási költsége a legdrágább tiszai átkelési hellyé tette Tokajt. 
A szolnoki Tisza híd 1860–64 között a kincstár tulajdonában álló magánvám volt. 
A Lánchídon fizetendő vámok jogi alapját az 1836:XXXVI. törvénycikk jelentette. Ez tette lehetővé, hogy egy magántulajdonban álló vámtárgyon (Lánchíd) a kiváltságos osztályoknak is fizetni kelljen az átkelésért. A Lánchíd 1870-től állami tulajdonba került (1870:XXX. törvénycikk). Ez tette ugyanis lehetővé, hogy a fővárosban egy második híd (Margit híd) megépüljön, és azon is vámszedés bonyolódjon.